# ائتلاف جنوبی
ائتلاف جنوبی (به انگلیسی: Southern Alliance) یک لیگ فوتبال کوتاه‌مدت برای تیم‌های جنوب انگلستان بود که تنها یک سال دوام داشت.
در آن زمان، هیچ تیم جنوبی در لیگ فوتبال بازی نمی‌کرد و هیچ رقابتی معادل با آن برای باشگاه‌های جنوب وجود نداشت. جان اولیور که تولیدکننده فرش در شهر لندن بود به عنوان پایه‌گذار رقابت‌های ائتلاف جنوبی شناخته می‌شود. این لیگ در سال ۱۸۹۲ تأسیس شد و تنها برای یک سال در فصل ۹۳–۱۸۹۲ اجرا شد. هفت تیم آماتور برتر از شهرستان‌های اطراف لندن در لیگ شرکت کردند:
- اریث
- الد سنت استفنز
- پلی‌تکنیک
- اسلو تاون
- تاتنهام هاتسپر
- آپتون پارک
- ویندزر و ایتون

از تیم‌های برتر جنوبی که غیاب آنها قابل توجه بود، وولویچ آرسنال و میلوال اتلتیک بودند.

## جدول نهایی
همه بازی‌ها در رقابت‌های فصل ۹۳–۱۸۹۲ برگزار نشدند، با این حال الد سنت استفنز در صدر جدول نهایی قرار گرفت. این رقابت‌ها در پایان همان اولین فصلش، منحل شد.
| رتبه | تیم            | بازی | پیروزی | تساوی | شکست | گل زده | گ خورده | امتیاز |
| ---- | -------------- | ---- | ------ | ----- | ---- | ------ | ------- | ------ |
| ۱    | الد سنت استفنز | ۱۲   | ۱۰     | ۱     | ۱    | ۴۴     | ۱۵      | ۲۱     |
| ۲    | اریث           | ۱۱   | ۸      | ۱     | ۲    | ۲۹     | ۱۴      | ۱۷     |
| ۳    | تاتنهام هاتسپر | ۱۲   | ۷      | ۲     | ۳    | ۲۹     | ۲۱      | ۱۶     |
| ۴    | پلی‌تکنیک       | ۸    | ۴      | ۰     | ۴    | ۱۸     | ۱۲      | ۸      |
| ۵    | سلو تاون       | ۱۱   | ۲      | ۲     | ۷    | ۲۱     | ۳۳      | ۶      |
| ۶    | ویندزر و ایتون | ۱۰   | ۲      | ۱     | ۷    | ۱۴     | ۳۷      | ۵      |
| ۷    | آپتون پارک     | ۱۰   | ۱      | ۰     | ۹    | ۷      | ۳۶      | ۲      |

- در کتاب تاتنهام هاتسپر، مصور رسمی،[الف] اثر فیل سور آمده است که اسلو، در ۲۹ آوریل با آپتون پارک و ویندزور در ۲۳ آوریل با پلی‌تکنیک بازی کرد، اما نتایج آن بازی‌ها ثبت نشده است.[۲]